# Rhipsalis burchellii
Rhipsalis burchellii és una espècie de planta que pertany al gènere Rhipsalis de la família de les cactàcies.

## Descripció
Rhipsalis burchellii creix de forma epífita amb nombroses tiges, dèbils, penjants, molt ramificades, disposades en verticils o branques bifurcades. Les arèoles compostes estan a les puntes de les tiges. Les tiges de color verd clar o lleugerament porpra són llargues, rodones, molt esveltes i gairebé suculentes. Les tiges principals fan fins a 60 centímetres de llarg. Les tiges laterals més exteriors aconsegueixen una longitud de 6 centímetres i tenen un diàmetre d'1 a 2 mil·límetres. Les arèoles són llanoses, però sense pèl.
Les flors són blanquinoses amb forma de campana que solen aparèixer amb molta quantitat a les puntes de les tiges i fan fins a 15 mil·límetres de llarg. Els fruits són de color magenta vermellós brillant a lleugerament magenta.

## Distribució
Rhipsalis burchellii és comú als estats brasilers de São Paulo, Paraná i probablement a Santa Catarina, a altituds superiors als 900 metres.

## Taxonomia
Rhipsalis burchellii va ser descrita per Nathaniel Lord Britton i Joseph Nelson Rose i publicat a The Cactaceae; descriptions and illustrations of plants of the cactus family 4: 225, t. 27, f. 2. 1923. (24 de desembre de 1923).
Etimologia
Rhipsalis : epítet grec que significa "cistelleria"
burchellii: epítet que va ser anomenat així en honor del naturalista britànic que la va descriure per primera vegada, William John Burchell.
Sinonímia
- Erythrorhipsalis burchellii (Britton & Rose) Volgin. Basiònim